# リアム・パーマー
リアム・パーマー（Liam Palmer 、1991年9月19日 - ）は、イングランド・ノッティンガムシャー州ワークソップ出身のスコットランド代表プロサッカー選手。シェフィールド・ウェンズデイFC所属。ポジションはDF。

## 経歴

### クラブ
7歳でシェフィールド・ウェンズデイFCのアカデミーに入団。2009-10シーズンに何度かトップチームの試合でベンチ入りし、2010-11シーズン前にクラブとプロ契約を締結した。
2010年8月10日、リーグカップのベリーFC戦でトップチームデビュー。2011年9月10日のミルトン・キーンズ・ドンズFC戦で初ゴールを決めた。
以来、レンタル移籍を挟みつつクラブの中心選手として活躍している。2020年2月26日のミドルズブラFC戦でクラブ通算250試合出場を達成した

### 代表
パーマー自身はイングランドで生まれ育ったが、祖母がスコットランド出身のためスコットランド代表でのプレーを選んだ。
年代別代表でのプレーを経て、2019年3月のUEFA EURO 2020予選・カザフスタン代表戦でスコットランド代表デビューを果たした。